# Léon Martin

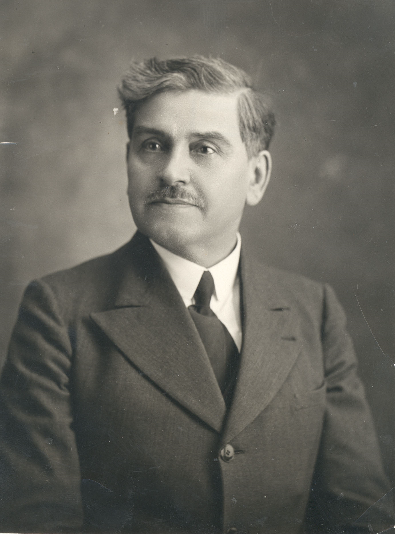
Léon Martin in Grenoble

Léon Martin (* 20. Dezember 1873 in Saint-Martin-de-Clelles; † 24. Juni 1967 in Grenoble) war ein französischer Politiker und Widerstandskämpfer. Er stimmte am 10. Juli 1940 als einer der „quatre-vingts“ (achtzig) gegen die diktatorischen Vollmachten für Marschall Pétain.

## Leben

### Anfänge
Léon Martin, Sohn eines Landwirts, studierte Medizin und Pharmazie in Grenoble und später in Lyon. Er promovierte in beiden Fächern und wurde Professor für Chemie und Toxikologie an der medizinischen Hochschule in Grenoble und kurz darauf Direktor dieser Einrichtung. Als Assistenzarzt am Krankenhaus in Lyon engagierte er sich während der Dreyfus-Affäre auf der Seite der Dreyfusards und trat 1894 der Ligue des droits de l’homme  (Französische Liga für Menschenrechte) bei. Er war bereits zu dieser Zeit sozialistischer Aktivist und schon 1905 Mitglied der damals neugegründeten Section française de l’Internationale ouvrière (SFIO).
Er wurde von der Wehrpflicht befreit, meldete sich jedoch im September 1914 nach der Schlacht an der Marne freiwillig zum Militärdienst. Er war vier Jahre lang an der Front und wurde für seine Haltung als Ritter der Ehrenlegion ausgezeichnet. Im Januar 1919 wurde er aus der Armee entlassen und kehrte als Lehrer und Aktivist nach Grenoble zurück. Nach dem Kongress von Tours blieb er in der SFIO und beteiligte sich an der Seite von Paul Mistral, dem Bürgermeister von Grenoble, aktiv am Wiederaufbau des sozialistischen Verbands des Départements Isère. Léon Martin wurde 1922 in den Generalrat und 1925 in den Gemeinderat gewählt. In dieser Zeit wurde er stellvertretender Bürgermeister und war für öffentliche Bildung und Hygiene zuständig.

### 1930er Jahre, Zweiter Weltkrieg und Nachkriegszeit
Nach dem plötzlichen Tod von Paul Mistral trat Léon Martin 1932 dessen Nachfolge als Bürgermeister an. Er war auch Kandidat der SFIO, um als Abgeordneter in seine Fußstapfen zu treten, wurde jedoch mit nur siebenundsechzig Stimmen vom Kandidaten der Rechten besiegt. Laut Justinien Raymond war diese Niederlage auf die sehr bescheidene Unterstützung der Radikalsozialisten und die sehr harte Kampagne von Le Petit Dauphinois, einer wichtigen lokalen Tageszeitung, zurückzuführen, die sich als politisch neutral darstellte, aber dennoch Dr. Martin als gefährlichen Extremisten darstellte. Martin setzte die Politik von Paul Mistral fort: Er ließ neue Sozialwohnungen bauen, unterstützte das Bildungswesen, gründete eine Hotelfachschule und eine Amicale laïque, deren Vorsitzender er bis in die 1960er Jahre wurde. Am 29. September 1934 weihte er eine von seinem Vorgänger erdachte Prestigeeinrichtung für die Stadt ein, die Seilbahn von Grenoble Bastille. 1935 wurde seine Liste von einer gemeinsamen Liste der Radikalen – einer trotz ihres Namens eher bürgerlichen Partei – und der Rechten geschlagen. Im Jahr darauf wurde er zum Abgeordneten gewählt.

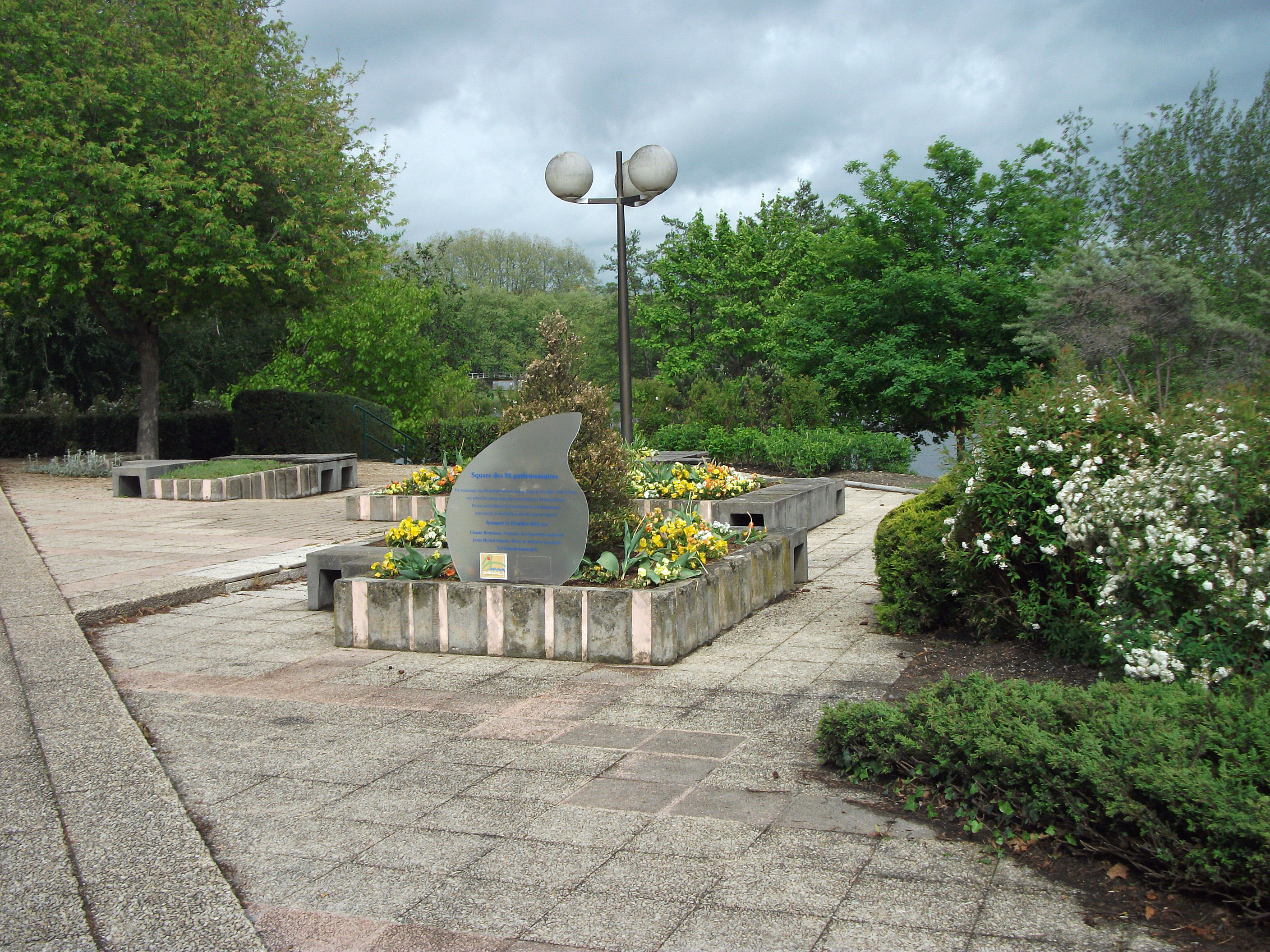
Bellerive-sur-Allier – Square des 80 Parlementaires (2014)

Am 10. Juli 1940 stimmte Léon Martin gegen die Erteilung der erweiterten Vollmachten an Philippe Pétain. Anschließend engagiert er sich in der Résistance, als Gründungsführer der Bewegung Franc-Tireur in der Alpenregion, zusammen mit Eugène Chavant, Jean Perrot und Aimé Pupin. Er verteilte Flugblätter und Untergrundzeitungen und half denjenigen, die sich dem Service du travail obligatoire (obligatorischer Arbeitsdienst) widersetzten, sich dem Maquis anzuschließen. Am 4. April 1943 wurde er von italienischen Soldaten festgenommen (Italien besetzte die Alpen seit November 1942) und in den Forts de l’Esseillon in Savoyen inhaftiert. Fünf Monate später gelang ihm dank des Sturzes Benito Mussolinis die Flucht und er kehrte nach Frankreich zurück. Dort nahm er an der Résistance im Zentralmassiv teil.
1944 zog er sich aus dem politischen Leben zurück und kandidierte weder bei den Parlaments- noch bei den Kantonalwahlen. Unter dem Druck der sozialistischen Aktivisten in Isère führte er jedoch die SFIO-Liste bei den Kommunalwahlen 1945 an und wurde für zwei Jahre erneut Bürgermeister von Grenoble. 1949 wurde er zum dritten Mal zum Bürgermeister gewählt und 1953 wiedergewählt. 1959 zog er sich dann endgültig zurück.
Während seiner dritten Amtszeit als Bürgermeister förderte Léon Martin die Industrialisierung, die Entwicklung der Wasserkraft und des Tourismus sowie die höhere Bildung. Im Jahr 1956 weihte er die Catania-Brücke über den Drac ein und war bei der Gründung des Zentrums für Nuklearstudien in Grenoble anwesend. Im Jahr darauf weihte er die neue Brücke Porte de France ein und legte den Grundstein für die Groupe Hospitalier Mutualiste de Grenoble.

## Ehrungen
Ein zentraler Platz in Grenoble ist nach ihm benannt. Er war Träger des Ordens der Ehrenlegion als Kommandeur.